# Eric Hurley
Eric William Hurley, né le 17 septembre 1985 à Sikeston (Missouri) aux États-Unis, est un ancien lanceur droitier de baseball jouant en Ligue majeure.

## Carrière
Après des études secondaires à la Wolfson High School de Jacksonville (Floride), Eric Hurley est le choix de première ronde des Rangers du Texas en 2004. Il joue sa première partie dans les majeures avec les Rangers le 12 juin 2008.
Hurley débute 5 parties comme lanceur partant avec Texas en 2008. Il remporte sa première victoire à sa 4e sortie, le 29 juin contre les Phillies de Philadelphie. Sa fiche pour la saison est de 1-2 avec une moyenne de points mérités de 5,47.
Il rate la seconde moitié de la saison 2008 en raison de douleurs à l'épaule. Une opération pour soigner la blessure lui fait rater toute la saison 2009. Idem en 2010. Hurley passe 2011 dans les mineures avec un club-école des Rangers. Il joue en ligues mineures dans l'organisation des Angels de Los Angeles dans la première moitié de la saison de baseball 2012 avant d'être mis sous contrat le 23 juillet par les Twins du Minnesota.

## Statistiques
| Saison | Équipe | G | GS | CG | SHO | V | D | SV | IP   | SO | ERA  |
| ------ | ------ | - | -- | -- | --- | - | - | -- | ---- | -- | ---- |
| 2008   | Texas  | 5 | 5  | 0  | 0   | 0 | 1 | 2  | 24.2 | 13 | 5,47 |
| Totaux | Totaux | 5 | 5  | 0  | 0   | 0 | 1 | 2  | 24.2 | 13 | 5,47 |

Note : G = Matches joués ; GS = Matches comme lanceur partant ; CG = Matches complets ; SHO = Blanchissages ; 
V = Victoires ; D = Défaites ; SV = Sauvetages ; IP = Manches lancées ; SO = Retraits sur des prises ; ERA = Moyenne de points mérités.